# 5. Ringstraße (Peking)

Straßenschild: 五环路 Wǔhuánlù

Die 5. Ringstraße (chinesisch: 五环路; Pinyin: Wǔhuánlù) in Peking ist sowohl Ringstraße als auch eine „Grenze“: Innerhalb der 5. Ringstraße liegt der Großraum der Stadt Peking.
Die 5. Ringstraße wurde zwischen 2001 und 2003 gebaut und am 1. November 2003 als Ringstraße komplett geöffnet, in der Zeit vorher war nur der nördliche Streckenabschnitt freigegeben.
Die Ringstraße ist als Autobahn ausgelegt, auf der Höchstgeschwindigkeiten zwischen 90 und 100 km/h zugelassen sind.
Bis zum 31. Dezember 2003 war die 5. Ringstraße eine gebührenpflichtige Autobahn. Seit dem 1. Januar 2004 ist die Autobahn gratis befahrbar, nachdem sich viele Bürger Pekings gegen das Gebührensystem ausgesprochen hatten.
Die 5. Ringstraße ist 98 km lang, man kann sie also innerhalb etwa einer Stunde komplett durchfahren.